# São Raimundo das Mangabeiras (ort)
São Raimundo das Mangabeiras är en ort i Brasilien.   Den ligger i kommunen São Raimundo das Mangabeiras och delstaten Maranhão, i den östra delen av landet, 1 000 km norr om huvudstaden Brasília. São Raimundo das Mangabeiras ligger 241 meter över havet och antalet invånare är 10 216.
Terrängen runt São Raimundo das Mangabeiras är platt. Runt São Raimundo das Mangabeiras är det mycket glesbefolkat, med 3 invånare per kvadratkilometer..
Omgivningarna runt São Raimundo das Mangabeiras är huvudsakligen savann.